# هنر اجرا

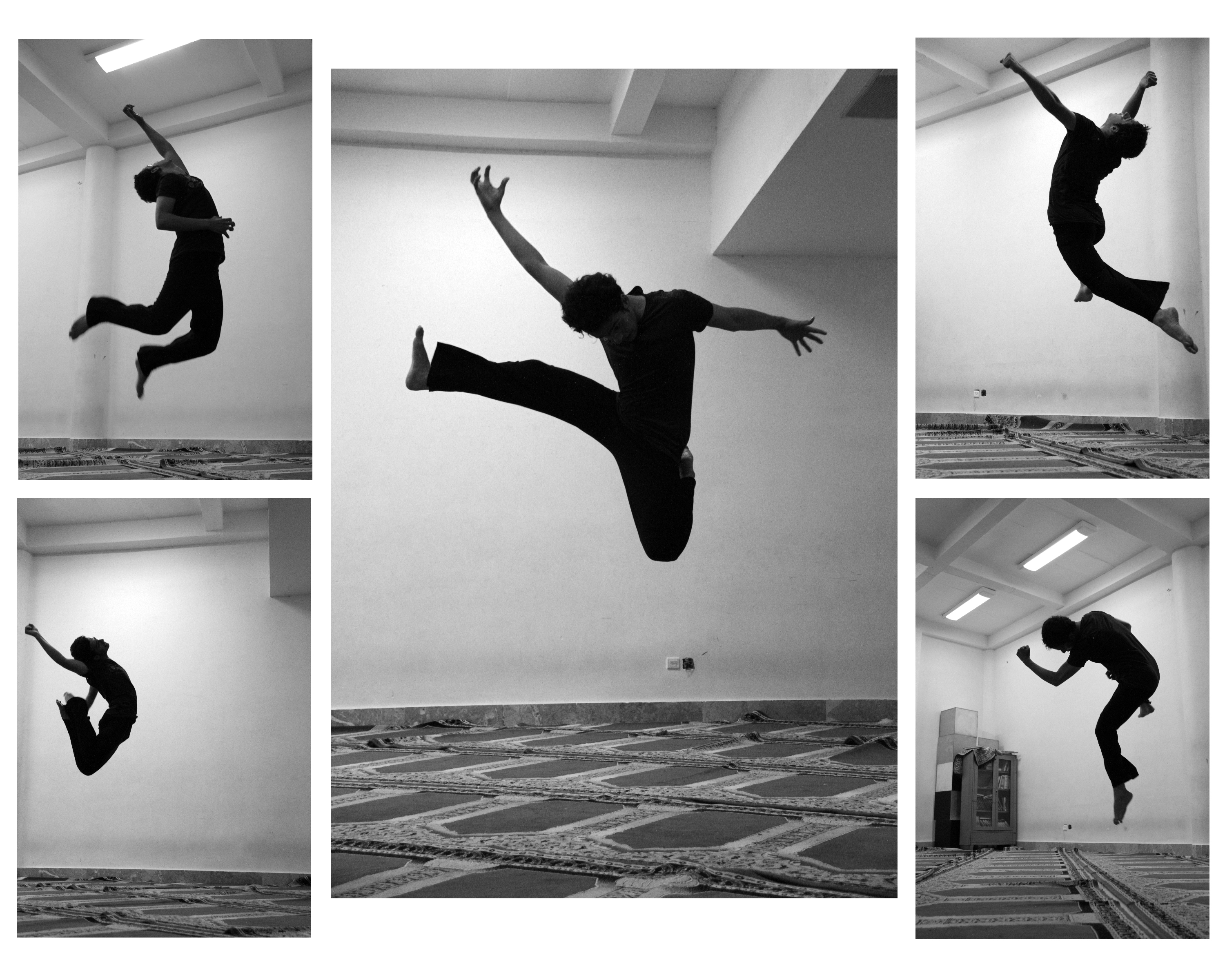
یک بازیگر مرد در حال اجرای پرفورمنس "رقص باربا"

پرفورمنس آرت یا نمایش اجرامحور (به انگلیسی: Performance 
Art) را به فارسی هنر اجرا یا هنر نمایشگون ترجمه کرده‌اند و هنریست مرتبط با دیگر رشته‌های هنری که برای بینندگانی اجرا می‌شود. این اجرا می‌تواند از پیش نوشته شده یا فی البداهه، تصادفی یا کاملاً هماهنگ شده باشد؛ ذاتی و خود جوش یا دقیق از پیش طراحی شده، همراه با شرکت بینندگان یا بدون حضور آن‌ها باشد. همچنین اجرا می‌تواند به صورت زنده یا از طریق رسانه به نمایش درآید. در واقع می‌تواند هر موقعیتی را که دارای چهار عنصر پایه‌ای: زمان، مکان، بدن اجراکننده یا حضور رسانه‌ای آن و رابطهٔ میان اجراکننده و بیننده است، شامل شود. این هنر می‌تواند در هر محل یا با هر تنظیمات و هر مدت زمانی اجرا شود. حرکات و اعمال یک شخص یا یک گروه در یک جای خاص و زمان خاص کار را شکل می‌دهند.
این هنر در دههٔ شصت میلادی از دل هنرهای تجسمی بیرون آمد اما غالباً آن را به هنرهای نمایشی نزدیک می‌دانند، هرچند بسیاری از اجراگران به تمایز قاطع هنر اجرا بر هنر نمایشی اصرار دارند.
هنر اجرا گونه‌ای هنر است که عناصر تئاتر، موسیقی و هنرهای تجسمی را با هم ترکیب می‌کند. هنر اجرا با رخداد، مرتبط است و اغلب به صورت مترادف با یکدیگر به کار می‌روند؛ ولی هنر اجرا معمولاً برنامه‌ریزی دقیق‌تری دارد و عموماً تماشاگران را در اجرا دخالت نمی‌دهد.
هنر اجرا هنر زنده نیز نامیده می‌شود و اغلب دارای محتوای سیاسی، اجتماعی و فلسفی است و با هنر مفهومی پیوند نزدیک دارد.

## نگارخانه

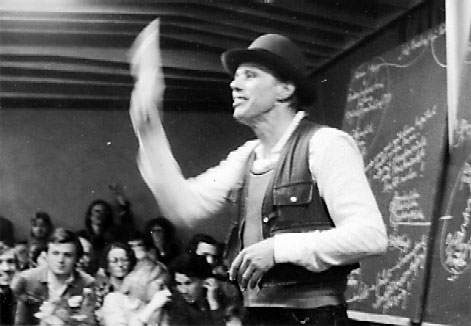
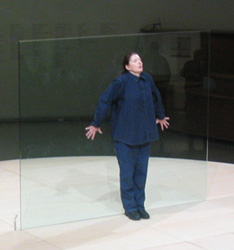
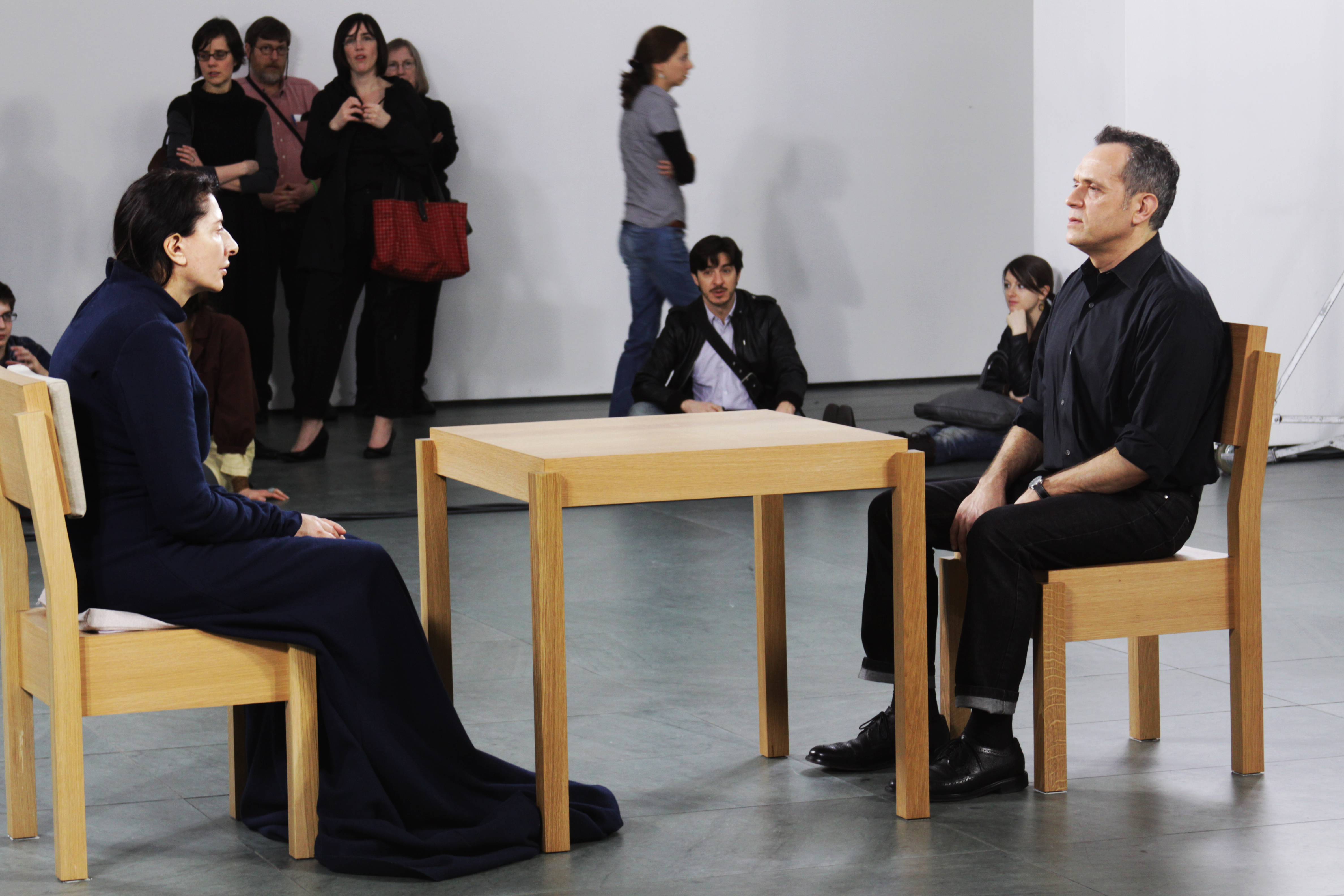
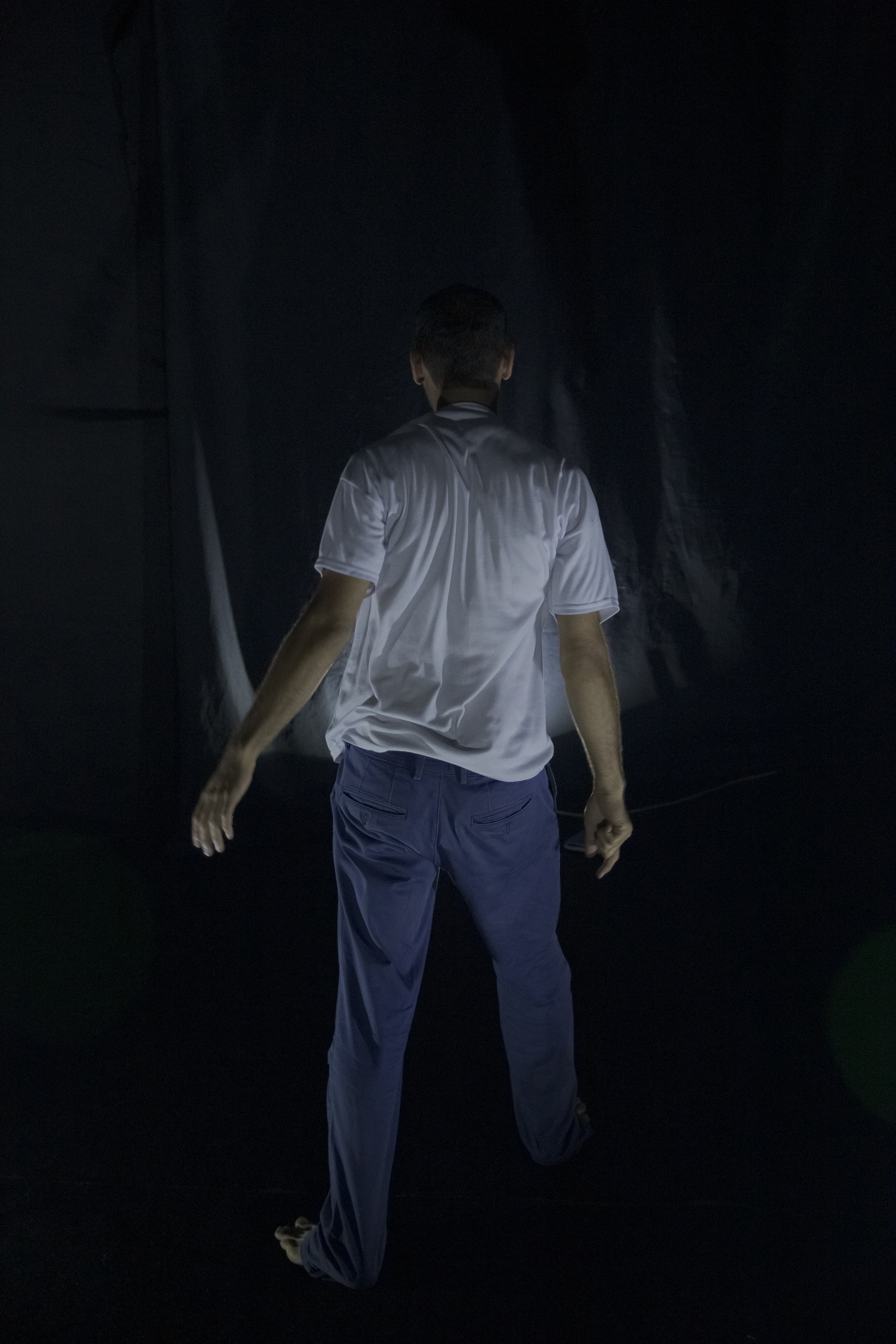
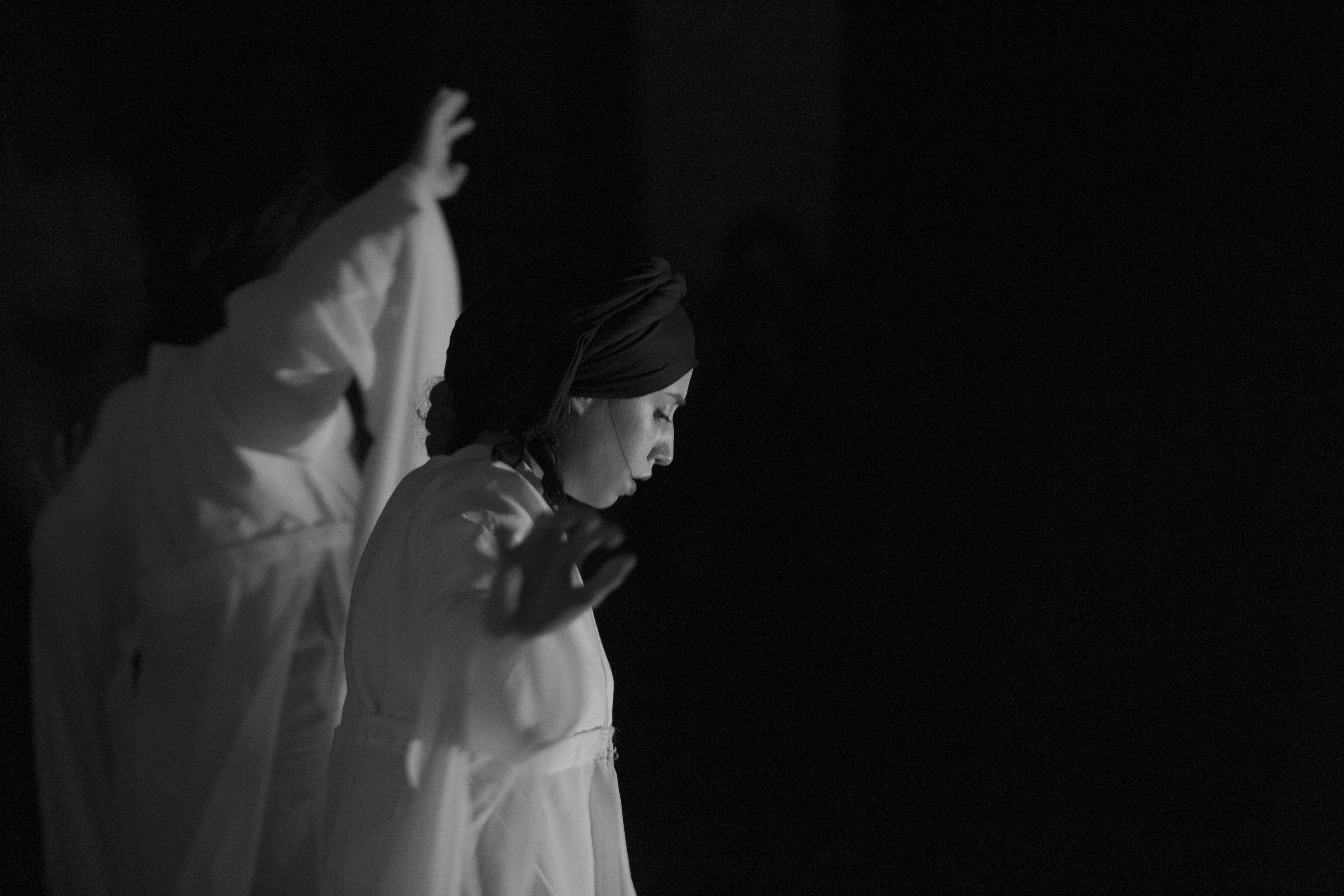
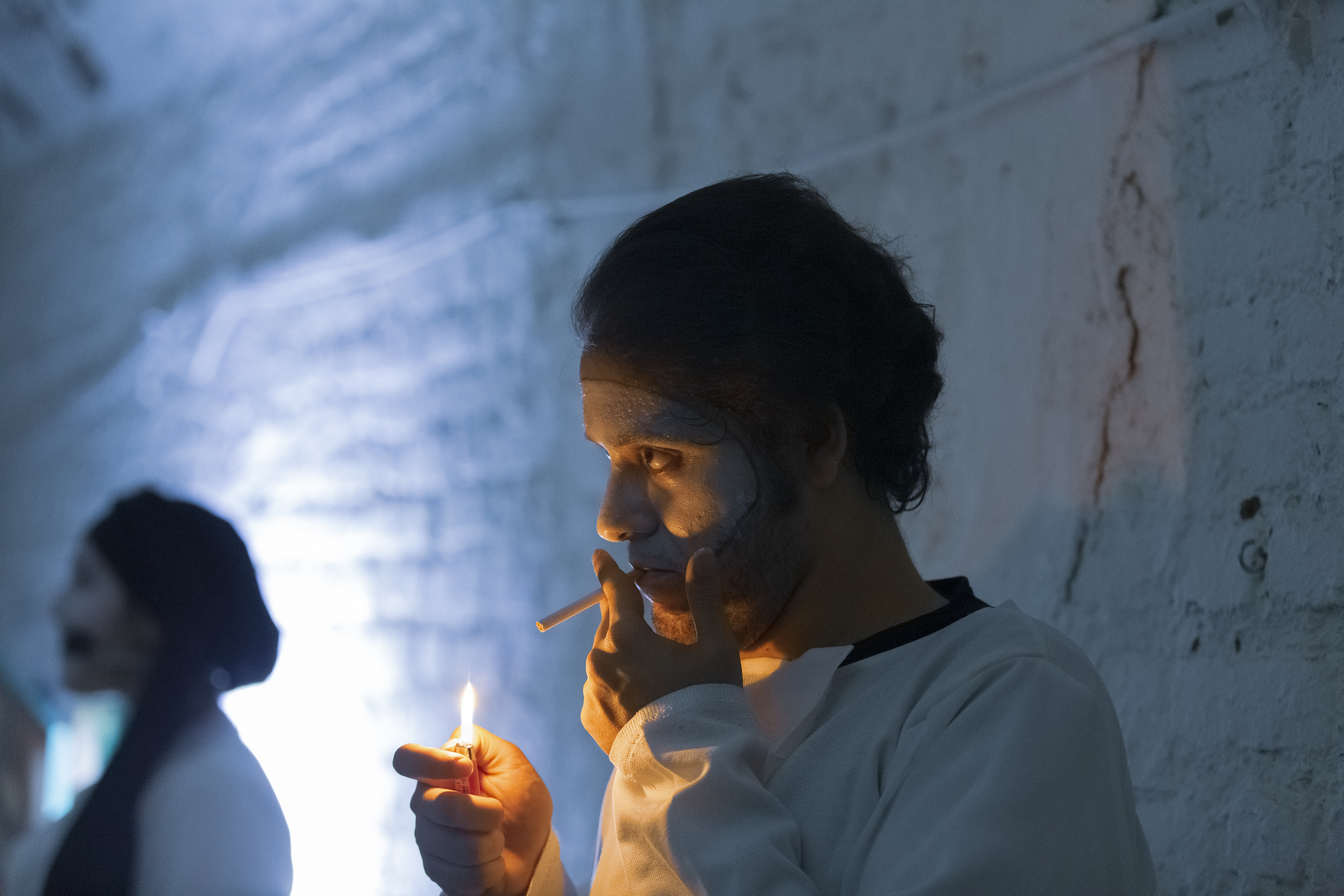
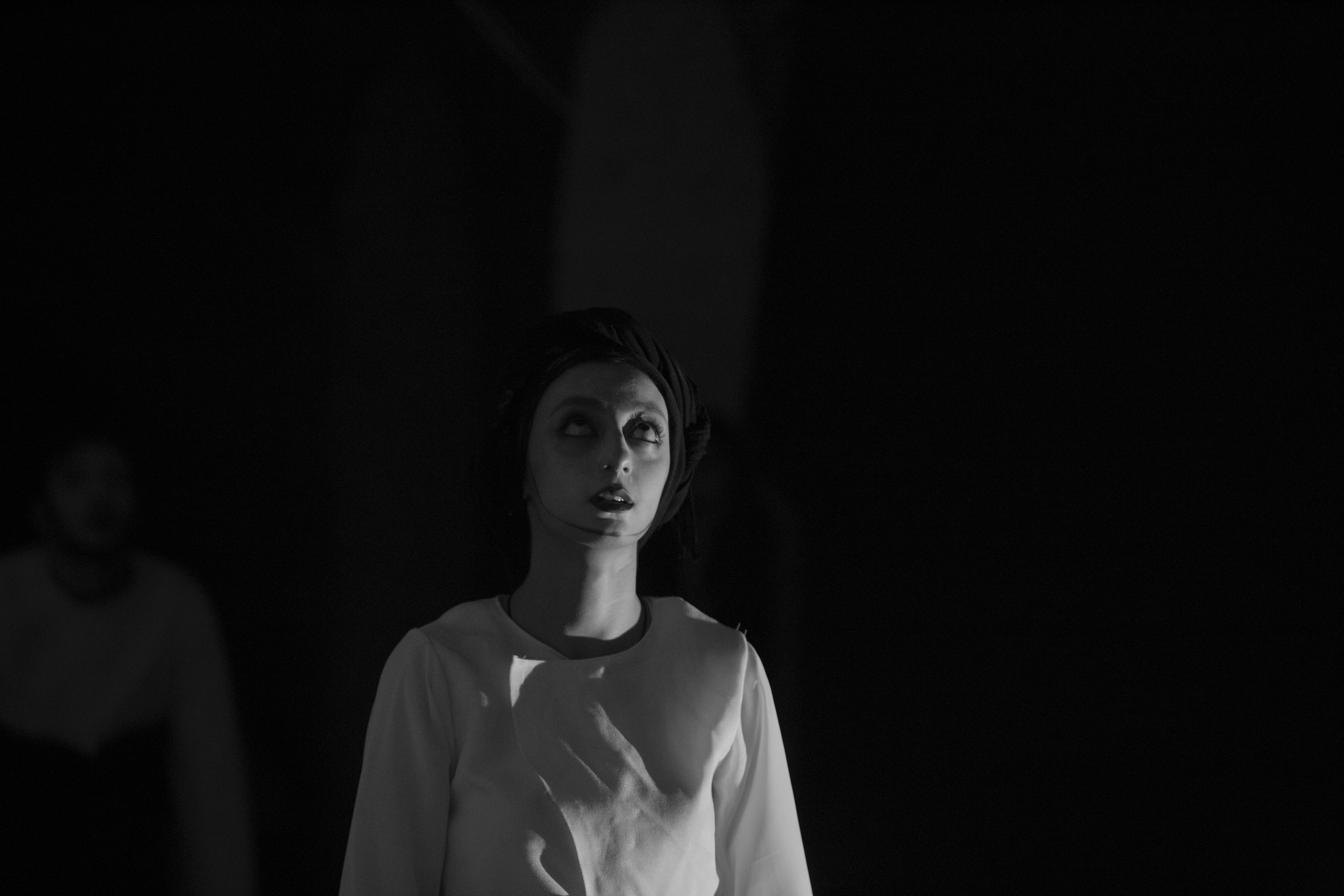
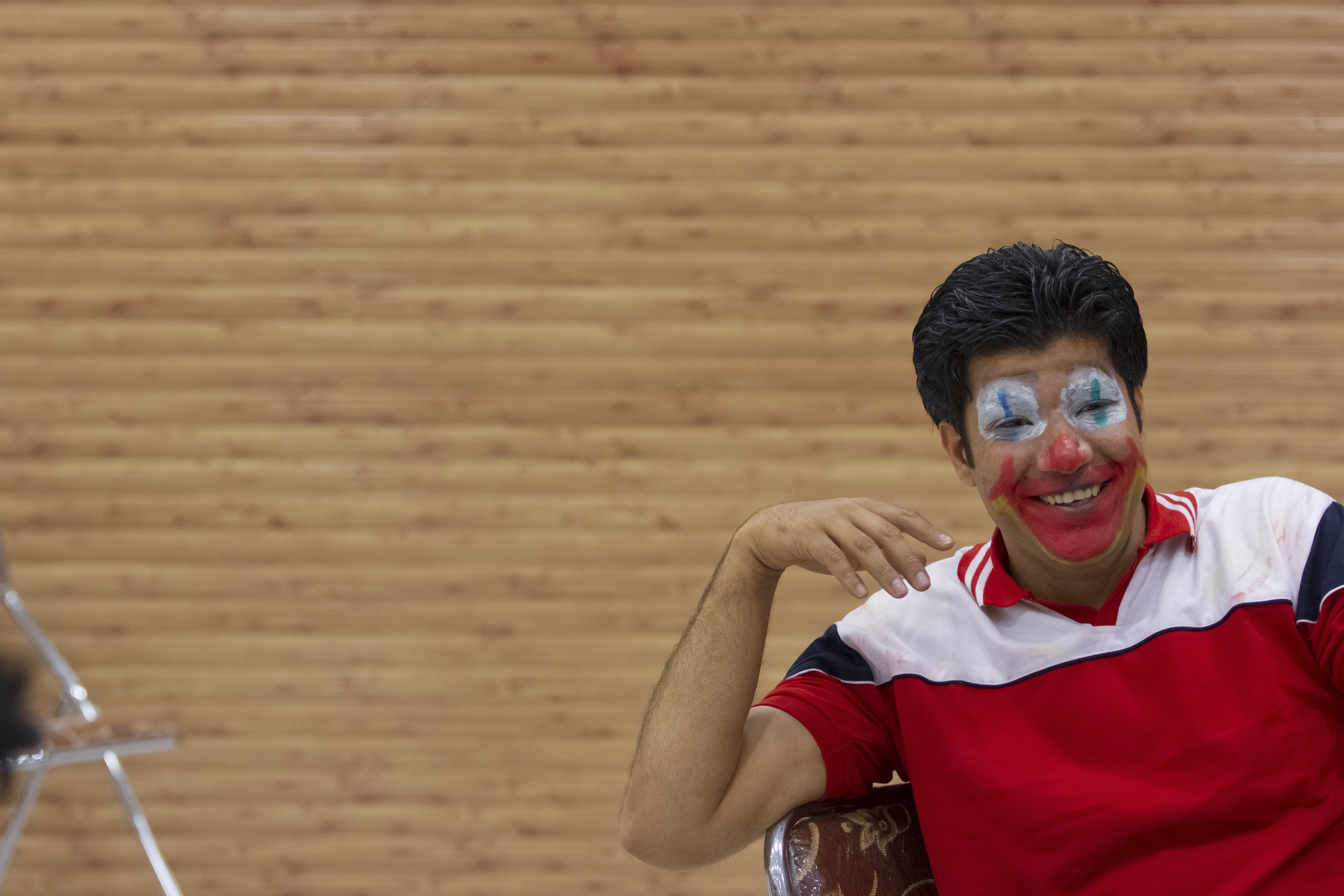